# Otto e mezzo (sedicesima edizione)
La sedicesima edizione del programma televisivo Otto e mezzo, composta da 243 puntate, è stata trasmessa sul canale televisivo LA7 dal 12 settembre 2016 al 1º luglio 2017.
L'edizione è condotta da Lilli Gruber e diretta da Massimiliano Moccia. Ogni puntata include Il Punto di Paolo Pagliaro.
| nº  | Titolo                                   | Ospiti                                                                    | Prima TV          |
| --- | ---------------------------------------- | ------------------------------------------------------------------------- | ----------------- |
| 1   | Grillo, addio al Direttorio              | Marco Travaglio, Giovanni Floris                                          | 12 settembre 2016 |
| 2   | Di Battista, parola ai 5 Stelle          | Alessandro Di Battista, Massimo Franco                                    | 13 settembre 2016 |
| 3   | D'Alema-Renzi, scontro finale            | Massimo D'Alema, Alessandro De Angelis                                    | 14 settembre 2016 |
| 4   | Renzi senza alternative?                 | Pier Ferdinando Casini, Andrea Scanzi, Beppe Severgnini                   | 15 settembre 2016 |
| 5   | La lezione dei grandi vecchi             | Elisabetta Gualmini, Giampaolo Pansa                                      | 16 settembre 2016 |
| 6   | Tiziana e la rete che uccide             | Emanuela Napoli, Ester Viola, Kim Rossi Stuart, Paolo Crepet              | 17 settembre 2016 |
| 7   | Renzi all'attacco dell'Europa            | Ezio Mauro, Massimo Cacciari                                              | 19 settembre 2016 |
| 8   | Grillo rinuncia a governare?             | Gianfranco Fini, Danilo Toninelli, Vittorio Zucconi                       | 20 settembre 2016 |
| 9   | Olimpiadi, il gran rifiuto della Raggi   | Graziano Delrio, Paolo Mieli                                              | 21 settembre 2016 |
| 10  | Renzi e l'Italia divisa                  | Matteo Renzi, Marco Travaglio                                             | 22 settembre 2016 |
| 11  | Lorenzin, adesso parlo io                | Beatrice Lorenzin, Bianca Berlinguer                                      | 23 settembre 2016 |
| 12  | Potere al populismo                      | Vittorio Zucconi, Alessandro Morelli, Tonia Mastrobuoni                   | 24 settembre 2016 |
| 13  | 4 dicembre, giorno del giudizio          | Corrado Augias, Antonio Padellaro                                         | 26 settembre 2016 |
| 14  | Renzi e il Ponte del Sì                  | Eugenio Scalfari, Beppe Severgnini                                        | 27 settembre 2016 |
| 15  | Renzi, 6 miliardi sulle pensioni         | Debora Serracchiani, Renato Brunetta                                      | 28 settembre 2016 |
| 16  | Renzi: si vince a destra                 | Roberto D'Alimonte, Paolo Mieli, Marco Travaglio                          | 29 settembre 2016 |
| 17  | Raggi, si comincia?                      | Giorgia Meloni, Bianca Berlinguer, Andrea Scanzi                          | 30 settembre 2016 |
| 18  | Politica tra amore e potere              | Cinzia Sasso, Tommaso Cerno, Carlo Rossella                               | 1º ottobre 2016   |
| 19  | Grillo: ciao Pizzarotti                  | Giuliano Pisapia, Antonio Padellaro, Federico Pizzarotti                  | 3 ottobre 2016    |
| 20  | Renzi-Grillo sfida Capitale              | Giorgio Gori, Vittorio Ferraresi, Corrado Formigli                        | 4 ottobre 2016    |
| 21  | Benigni in soccorso di Renzi             | Matteo Richetti, Andrea Scanzi, Alba Parietti                             | 5 ottobre 2016    |
| 22  | Referendum Far West                      | Elisabetta Gualmini, Marco Travaglio, Marco Ferrante                      | 6 ottobre 2016    |
| 23  | Il sì di Boschi, il no di Salvini        | Maria Elena Boschi, Matteo Salvini                                        | 7 ottobre 2016    |
| 24  | Migranti in arrivo, italiani in fuga     | Dacia Maraini, Viviana Beccalossi, Enzo Bianco                            | 8 ottobre 2016    |
| 25  | Renzi e la sfida nel PD                  | Dario Nardella, Antonio Padellaro, Alessandro De Angelis                  | 10 ottobre 2016   |
| 26  | Renzi e la cultura del no                | Evelina Christillin, Marco Travaglio, Riccardo Luna                       | 11 ottobre 2016   |
| 27  | D'Alema: Renzi potere minaccioso         | Gianni Cuperlo, Beppe Severgnini                                          | 12 ottobre 2016   |
| 28  | Dario Fo l'Indomabile                    | Gloria Origgi, Roberto D'Agostino, Andrea Scanzi                          | 13 ottobre 2016   |
| 29  | "Perché ho detto addio alla Raggi"       | Marcello Minenna, Giovanni Floris, Massimo Franco                         | 14 ottobre 2016   |
| 30  | Caprotti, abbasso l'Italia               | Luciano Balbo, Ernesto Albanese, Vittorio Sgarbi                          | 15 ottobre 2016   |
| 31  | Renzi e l'Italia con l'elmetto           | Roberta Pinotti, Giorgia Meloni                                           | 17 ottobre 2016   |
| 32  | Monti: il mio no a Renzi                 | Mario Monti, Stefano Ceccanti, Marco Travaglio                            | 18 ottobre 2016   |
| 33  | 5 Stelle contro Renzi l'americano        | Sandro Gozi, Nicola Morra, Paolo Mieli                                    | 19 ottobre 2016   |
| 34  | Referendum, il sorpasso del sì           | Stefano Parisi, Matteo Richetti, Ferruccio de Bortoli                     | 20 ottobre 2016   |
| 35  | La legalità al tempo di Renzi            | Nicola Gratteri, Pietro Parisi, Beppe Severgnini                          | 21 ottobre 2016   |
| 36  | Dylan e il Nobel della discordia         | Valerio Magrelli, Massimo Nava, Roberto Vecchioni                         | 22 ottobre 2016   |
| 37  | Grillo o Renzi, chi taglia di più?       | Sergio Staino, Vittorio Sgarbi, Antonio Padellaro                         | 24 ottobre 2016   |
| 38  | Bersani: meglio Grillo di Verdini        | Pier Luigi Bersani, Paolo Mieli                                           | 25 ottobre 2016   |
| 39  | L'Italia trema ancora                    | Gianluca Valensise, Giuditta Pini, Danilo Toninelli                       | 26 ottobre 2016   |
| 40  | L'Italia terremotata di Renzi            | Massimiliano Fuksas, Stefano Cappellini, Andrea Scanzi                    | 27 ottobre 2016   |
| 41  | Renzi: non sono una rockstar             | Bianca Berlinguer, Marco Travaglio, Christian Rocca                       | 28 ottobre 2016   |
| 42  | Ci rubano il lavoro?                     | Lucia Borgonzoni, Cinzia Conti, Antonio Manzini                           | 29 ottobre 2016   |
| 43  | Quanto dura l'unità nazionale?           | Ernesto Galli della Loggia, Antonio Padellaro, Marco Damilano             | 31 ottobre 2016   |
| 44  | Terremoto, cosa abbiamo perduto          | Flavia Perina, Vittorio Sgarbi, Aldo Cazzullo                             | 1º novembre 2016  |
| 45  | Referendum, abbiamo scherzato?           | Simona Bonafè, Tommaso Cerno, Andrea Scanzi                               | 2 novembre 2016   |
| 46  | Scalfari e l'Italia dei 5 Stelle         | Eugenio Scalfari, Alessandro Di Battista                                  | 3 novembre 2016   |
| 47  | Trump, il Berlusconi d'America           | Rita Rusić, Giovanni Minoli, Roberto D'Agostino                           | 4 novembre 2016   |
| 48  | Ha vinto l'antipolitica?                 | Vauro, Pietrangelo Buttafuoco, Elisabetta Gualmini                        | 5 novembre 2016   |
| 49  | Boschi e il no del professore            | Maria Elena Boschi, Valerio Onida                                         | 7 novembre 2016   |
| 50  | La lunga notte dei Democratici           | Massimo Cacciari, Matteo Richetti, Marco Travaglio                        | 8 novembre 2016   |
| 51  | De Benedetti e il ciclone Trump          | Carlo De Benedetti                                                        | 9 novembre 2016   |
| 52  | Tsunami Trump sulla sinistra             | Gianni Cuperlo, Paolo Mieli, Luca Telese                                  | 10 novembre 2016  |
| 53  | Renzi, operazione simpatia               | Oscar Farinetti, Giovanni Floris, Beppe Severgnini                        | 11 novembre 2016  |
| 54  | Referendum, che ne sarà di Renzi         | Alessandra Ghisleri, Claudio Velardi, Alessandro De Angelis               | 12 novembre 2016  |
| 55  | Tutti sul carro di Trump                 | Antonio Padellaro, Stefano Cappellini, Vittorio Sgarbi, Roberto Fico      | 14 novembre 2016  |
| 56  | Referendum, il voto di Veltroni          | Walter Veltroni, Massimo Franco                                           | 15 novembre 2016  |
| 57  | Renzi, caccia agli indecisi              | Sergio Chiamparino, Marco Travaglio                                       | 16 novembre 2016  |
| 58  | Chi è il Trump italiano?                 | Sergio Staino, Pietrangelo Buttafuoco, Alessandro Sallusti                | 17 novembre 2016  |
| 59  | Renzi, mille giorni e poi?               | Matteo Renzi, Peter Gomez                                                 | 18 novembre 2016  |
| 60  | Renzi, intellettuali contro              | Monica Guerritore, Gianrico Carofiglio                                    | 19 novembre 2016  |
| 61  | Grillo e i serial killer del sì          | Pier Ferdinando Casini, Federico Rampini, Andrea Scanzi                   | 21 novembre 2016  |
| 62  | L'ultimo assalto di D'Alema              | Massimo D'Alema, Beppe Severgnini                                         | 22 novembre 2016  |
| 63  | Grandi manovre per il dopo referendum    | Roberta Pinotti, Paolo Mieli, Luca Telese                                 | 23 novembre 2016  |
| 64  | Referendum tra scandali e fritture       | Dario Nardella, Marco Travaglio                                           | 24 novembre 2016  |
| 65  | Referendum o finimondo?                  | Sabina Guzzanti, Mario Calabresi, Gianrico Carofiglio                     | 25 novembre 2016  |
| 66  | Referendum, psicodramma nazionale        | Sandra Bonsanti, Luca Barbareschi, Paolo Crepet                           | 26 novembre 2016  |
| 67  | Renzi punta sui pensionati               | Matteo Richetti, Matteo Salvini                                           | 28 novembre 2016  |
| 68  | Renzismo, conto alla rovescia            | Maria Elena Boschi, Giovanni Toti                                         | 29 novembre 2016  |
| 69  | Prodi irrompe sul Referendum             | Elisabetta Gualmini, Nicola Morra                                         | 30 novembre 2016  |
| 70  | Renzi, rush finale per il sì             | Matteo Renzi, Norma Rangeri                                               | 1º dicembre 2016  |
| 71  | L'Italia vota su Renzi                   | Francesco Piccolo, Marco Travaglio, Paolo Mieli                           | 2 dicembre 2016   |
| 72  | Vecchi e nuovi salotti del potere        | Marina Ripa di Meana, Marco Damilano, Marco Ferrante                      | 3 dicembre 2016   |
| 73  | Le lunghe dimissioni di Renzi            | Matteo Richetti, Antonio Padellaro, Massimo Cacciari                      | 5 dicembre 2016   |
| 74  | Elezioni o nuovo Governo?                | Marcello Sorgi, Andrea Scanzi, Beppe Severgnini                           | 6 dicembre 2016   |
| 75  | Le dimissioni di Renzi                   | Rosy Bindi, Mario Calabresi                                               | 7 dicembre 2016   |
| 76  | Renzi dopo Renzi?                        | Riccardo Luna, Marco Travaglio                                            | 8 dicembre 2016   |
| 77  | Gentiloni, Padoan o Renzi?               | Paolo Mieli, Giovanni Floris, Alessandro Sallusti                         | 9 dicembre 2016   |
| 78  | Nasce il Governo Gentiloni?              | Luigi Zanda, Marcello Sorgi, Beppe Severgnini                             | 10 dicembre 2016  |
| 79  | Governo Renzi senza Renzi                | Antonio Padellaro, Michele Serra                                          | 12 dicembre 2016  |
| 80  | Governo, fiducia ma non troppa           | Roberto Speranza, Vittorio Sgarbi, Stefano Cappellini                     | 13 dicembre 2016  |
| 81  | Governo, una Boschi di troppo?           | Massimo Cacciari, Giovanni Floris, Nicola Porro                           | 14 dicembre 2016  |
| 82  | Raggi, la Finanza in Campidoglio         | Francesco Rutelli, Marco Travaglio                                        | 15 dicembre 2016  |
| 83  | Virginia Raggi appesa a un filo          | Serena Dandini, Aldo Cazzullo, Andrea Scanzi                              | 16 dicembre 2016  |
| 84  | Raggi: rimpasto o commissariamento?      | Ignazio Marino, Marco Damilano                                            | 17 dicembre 2016  |
| 85  | Renzi è diventato buono?                 | Graziano Delrio, Marco Damilano                                           | 19 dicembre 2016  |
| 86  | Salvini: ecco la mia destra              | Matteo Salvini, Antonio Padellaro, Massimo Franco                         | 20 dicembre 2016  |
| 87  | Il PD all'attacco della Raggi            | Matteo Orfini, Marco Travaglio, Mario Sechi                               | 21 dicembre 2016  |
| 88  | La verità sulla giunta Raggi             | Paolo Berdini, Lucio Caracciolo, Paolo Mieli, Marco Damilano              | 22 dicembre 2016  |
| 89  | Terrorismo, Terminal Italia              | Corrado Augias, Antonio Padellaro                                         | 23 dicembre 2016  |
| 90  | 2017, l'anno che verrà                   | Giovanni Floris, Marco Damilano, Beppe Severgnini                         | 2 gennaio 2017    |
| 91  | Lunga vita alle lingue morte             | Andrea Marcolongo, Vittorio Sgarbi, Nicola Gardini                        | 3 gennaio 2017    |
| 92  | Islam in Italia, troppe ombre            | Sumaya Abdel Qader, Enzo Bianco, Michele Groppi                           | 4 gennaio 2017    |
| 93  | La Repubblica del vitalizio              | Gianfranco Rotondi, Alfonso Bonafede                                      | 5 gennaio 2017    |
| 94  | Euro-no a Grillo, parla Di Battista      | Alessandro Di Battista, Paolo Mieli                                       | 9 gennaio 2017    |
| 95  | Meglio Renzi o la bonaccia?              | Antonio Padellaro, Tommaso Cerno, Alessandro Sallusti                     | 10 gennaio 2017   |
| 96  | Anno nuovo, Renzi nuovo                  | Debora Serracchiani, Antonio Padellaro, Vittorio Sgarbi                   | 11 gennaio 2017   |
| 97  | Carofiglio, l'uomo nuovo di Renzi        | Gianrico Carofiglio, Marco Travaglio                                      | 12 gennaio 2017   |
| 98  | L'ignoranza al potere                    | Barbara Jetta, Giuseppe Laterza, Carlo Freccero                           | 13 gennaio 2017   |
| 99  | L'Italia cambia, parola di Nobel         | Amartya Sen, Massimo Franco, Oscar Giannino                               | 14 gennaio 2017   |
| 100 | Renzi, una vera autocritica?             | Alessandro Sallusti, Andrea Scanzi, Stefano Cappellini                    | 16 gennaio 2017   |
| 101 | PD, caccia al nuovo Prodi                | Matteo Richetti, Luca Telese, Vittorio Sgarbi                             | 17 gennaio 2017   |
| 102 | L'Italia delle emergenze                 | Matteo Ricci, Marco Travaglio, Paolo Becchi                               | 18 gennaio 2017   |
| 103 | Il terremoto spacca la politica          | Matteo Salvini, Paolo Mieli, Antonio Di Bella                             | 19 gennaio 2017   |
| 104 | Trump rimane Trump                       | Katherine Wilson, Lucio Caracciolo, Beppe Severgnini, Stefano Massini     | 20 gennaio 2017   |
| 105 | La Chiesa della lussuria                 | Emiliano Fittipaldi, Thomas Williams, Massimo Franco                      | 21 gennaio 2017   |
| 106 | Il Governo e il rischio Vajont           | Graziano Delrio, Antonio Padellaro, Silvio Orlando                        | 23 gennaio 2017   |
| 107 | Virginia Raggi indagata                  | Elisabetta Gualmini, Alessandro Sallusti, Marco Travaglio                 | 24 gennaio 2017   |
| 108 | Al voto, al voto!                        | Paolo Mieli, Tommaso Cerno, Alessandro De Angelis                         | 25 gennaio 2017   |
| 109 | Trumpisti d'Italia in piazza             | Giorgia Meloni, Stefano Massini, Beppe Severgnini                         | 26 gennaio 2017   |
| 110 | La bufala al potere                      | Carlo Lucarelli, Massimo Bernardini, Vittorio Sgarbi                      | 27 gennaio 2017   |
| 111 | A chi conviene il protezionismo          | Marcello Minenna, Pietro Ichino, Claudio Borghi                           | 28 gennaio 2017   |
| 112 | L'Italia pro e contro Trump              | Giovanni Floris, Andrea Scanzi, Lucio Caracciolo                          | 30 gennaio 2017   |
| 113 | Giustizia populista? Parla Cantone       | Raffaele Cantone, Massimo Cacciari                                        | 31 gennaio 2017   |
| 114 | Elezioni, Napolitano stoppa Renzi        | Pier Ferdinando Casini, Antonio Padellaro, Luca Telese                    | 1º febbraio 2017  |
| 115 | Commissariata l'Italia?                  | Luigi Abete, Stefano Fassina, Paolo Mieli                                 | 2 febbraio 2017   |
| 116 | Raggi, torna il sereno?                  | Gianni Cuperlo, Stefano Cappellini, Marco Travaglio                       | 3 febbraio 2017   |
| 117 | Renzi, il ritorno del Narciso            | Alessandra Moretti, Sofia Ventura, Luca Ricci                             | 4 febbraio 2017   |
| 118 | Europa, l'Italia in Serie B?             | Eugenio Scalfari, Paolo Mieli                                             | 6 febbraio 2017   |
| 119 | Dallo spread a Dracula                   | Mario Monti, Simona Bonafè, Simona Sparaco                                | 7 febbraio 2017   |
| 120 | Grillo all'attacco dei media             | Alessandro Di Battista, Luciano Fontana                                   | 8 febbraio 2017   |
| 121 | La guerra tra stampa e politica          | Gianfranco Fini, Marco Travaglio, Beppe Severgnini                        | 9 febbraio 2017   |
| 122 | "Patata bollente" contro la Raggi        | Pietro Del Soldà, Vittorio Sgarbi, Andrea Scanzi                          | 10 febbraio 2017  |
| 123 | Populista e me ne vanto                  | Paola Tommasi, Mauro Covacich, Alessandra Ghisleri                        | 11 febbraio 2017  |
| 124 | Renzi e il PD ribelle                    | Gianni Cuperlo, Tommaso Cerno, Andrea Scanzi                              | 13 febbraio 2017  |
| 125 | PD, scissione alle porte                 | Riccardo Illy, Lina Palmerini, Antonio Padellaro                          | 14 febbraio 2017  |
| 126 | Bersani-Renzi, l'ultima sfida            | Evelina Christillin, Chiara Geloni, Dario Nardella                        | 15 febbraio 2017  |
| 127 | Bersani a Renzi: fermati!                | Roberto Speranza, Gianrico Carofiglio, Paolo Mieli                        | 16 febbraio 2017  |
| 128 | È Renzi a volere la scissione?           | Ivan Scalfarotto, Marco Travaglio, Alessandro Sallusti                    | 17 febbraio 2017  |
| 129 | 25 anni di Tangentopoli                  | Pino Corrias, Antonio Di Pietro, Stefano Zurlo                            | 18 febbraio 2017  |
| 130 | PD, scissione in corso                   | Matteo Richetti, Antonio Padellaro, Beppe Severgnini                      | 20 febbraio 2017  |
| 131 | Scissione, Emiliano ci ripensa           | Enrico Rossi, Paolo Mieli, Massimo Cacciari                               | 21 febbraio 2017  |
| 132 | Davigo e la giustizia ingiusta           | Piercamillo Davigo, Claudio Cerasa, Massimo Nava                          | 22 febbraio 2017  |
| 133 | Renzi, sognando la California            | Ermal Meta, Marco Travaglio, Tommaso Cerno                                | 23 febbraio 2017  |
| 134 | Renzi risorge il 30 aprile               | Stefano Bonaccini, Vauro, Alessandro Sallusti                             | 24 febbraio 2017  |
| 135 | Se si sfascia anche il PD                | Sabino Cassese, Pietrangelo Buttafuoco, Isabella Maria                    | 25 febbraio 2017  |
| 136 | Scissione PD: di chi è la colpa?         | Francesco Rutelli, Andrea Scanzi, Giovanni Floris                         | 27 febbraio 2017  |
| 137 | Il kit della buona morte                 | Corrado Augias, Antonio Padellaro, Luca Marinelli                         | 28 febbraio 2017  |
| 138 | Chi comanda oggi                         | Lucio Caracciolo, Marco Tarchi, Beppe Severgnini                          | 1º marzo 2017     |
| 139 | Renzi e le colpe dei padri               | Matteo Salvini, Paolo Mieli, Marco Travaglio                              | 2 marzo 2017      |
| 140 | Renzi, i giorni più lunghi               | Matteo Renzi, Tommaso Cerno                                               | 3 marzo 2017      |
| 141 | Licenziati dai robot                     | Irene Tinagli, Riccardo Staglianò, Mario Seminerio                        | 4 marzo 2017      |
| 142 | Renzi e il groviglio del potere          | Ezio Mauro                                                                | 6 marzo 2017      |
| 143 | Primarie PD, rischio flop                | Maurizio Martina, Chiara Geloni, Vittorio Sgarbi                          | 7 marzo 2017      |
| 144 | Grillo e la nuova egemonia culturale     | Alba Parietti, Antonio Padellaro, Claudio Cerasa                          | 8 marzo 2017      |
| 145 | Il processo al renzismo                  | Annalisa Chirico, Alberto Negri, Marco Travaglio                          | 9 marzo 2017      |
| 146 | Parte il Renzi bis                       | Franca Leosini, Giovanni Floris                                           | 10 marzo 2017     |
| 147 | Il paese dei giocatori d'azzardo         | Marco Baldini, Marco Freti, Andrea Piva                                   | 11 marzo 2017     |
| 148 | Renzi come Maradona?                     | Graziano Delrio, Massimo Franco, Andrea Scanzi                            | 13 marzo 2017     |
| 149 | Quanto vale bandiera rossa               | Giuseppe Vacca, Alfredo D'Attorre, Pietrangelo Buttafuoco                 | 14 marzo 2017     |
| 150 | 5 Stelle, Lotti resiste all'attacco      | Paola Taverna, Massimo Franco                                             | 15 marzo 2017     |
| 151 | Di Maio infiamma la piazza               | Ilaria Capua, Paolo Mieli, Marco Travaglio                                | 16 marzo 2017     |
| 152 | 2017, fuga dal referendum                | Maria Grazia Cucinotta, Antonio Padellaro, Beppe Severgnini               | 17 marzo 2017     |
| 153 | Lavorare gratis, lavorare tutti          | Domenico De Masi, Giovanni Veronesi, Antonio Monda, Mario Seminerio       | 18 marzo 2017     |
| 154 | Pansa e l'Italia decadente di Renzi      | Giampaolo Pansa, Matteo Ricci, Sergio Castellitto                         | 20 marzo 2017     |
| 155 | La moltiplicazione delle sinistre        | Sara Manfuso, Pippo Civati, Alessandro Sallusti                           | 21 marzo 2017     |
| 156 | Roma, massima allerta                    | Matteo Richetti, Anna Foglietta, Lucio Caracciolo, Alessandro De Angelis  | 22 marzo 2017     |
| 157 | Europa sotto attacco                     | Giorgia Meloni, Monica Frassoni, Marco Travaglio                          | 23 marzo 2017     |
| 158 | Europa, cosa c'è da festeggiare          | Sylvie Goulard, Yanis Varoufakis, Roberto Vecchioni                       | 24 marzo 2017     |
| 159 | Europa, populisti in frenata             | Antonio Padellaro, Beppe Severgnini, Matteo Salvini                       | 25 marzo 2017     |
| 160 | Monti e il ritorno di Renzi              | Mario Monti, Paolo Mieli, Lucio Caracciolo                                | 27 marzo 2017     |
| 161 | Boldrini e la sinistra divisa            | Laura Boldrini, Massimo Franco                                            | 28 marzo 2017     |
| 162 | Bersani a 5 Stelle                       | Pier Luigi Bersani, Andrea Scanzi                                         | 29 marzo 2017     |
| 163 | Vitalizi, perché no?                     | Stefano Parisi, Tommaso Cerno, Marco Travaglio                            | 30 marzo 2017     |
| 164 | I giorni dell'Italia criminale           | Giovanni Floris, Mauro Covacich, Alessio Boni                             | 31 marzo 2017     |
| 165 | Chi sbaglia non paga mai?                | Katherine Wilson, Chiara Geloni, Alessandra Sardoni                       | 1º aprile 2017    |
| 166 | PD, Renzi doppia Orlando                 | Paolo Mieli, Antonio Padellaro, Alessandro Sallusti                       | 3 aprile 2017     |
| 167 | Renzi e l'Orlando furioso                | Andrea Orlando, Alessandro De Angelis, Beppe Severgnini                   | 4 aprile 2017     |
| 168 | PD in minoranza, rischio crisi           | Marco Follini, Marco Travaglio, Stefano Zurlo                             | 5 aprile 2017     |
| 169 | Casaleggio, nel nome del padre           | Davide Casaleggio, Gianluigi Nuzzi, Domenico De Masi                      | 6 aprile 2017     |
| 170 | La sinistra e la guerra                  | Gianni Cuperlo, Luca Ricolfi, Lucio Caracciolo                            | 7 aprile 2017     |
| 171 | L'Italia delle pistole                   | Corradino Mineo, Nicola Molteni, Dario Nardella                           | 8 aprile 2017     |
| 172 | 5 Stelle, parla Cassimatis               | Roberta Pinotti, Tommaso Cerno, Paolo Magri, Marika Cassimatis            | 10 aprile 2017    |
| 173 | Consip, complotto anti Renzi?            | Emanuele Fiano, Massimo Franco, Andrea Scanzi                             | 11 aprile 2017    |
| 174 | Renzi, un complotto di Stato?            | Matteo Renzi, Paolo Mieli                                                 | 12 aprile 2017    |
| 175 | Salvini e le mosse di Berlusconi         | Matteo Salvini, Gianrico Carofiglio                                       | 13 aprile 2017    |
| 176 | Gratteri e gli eroi del male             | Nicola Gratteri, Beppe Severgnini, Marco Travaglio                        | 14 aprile 2017    |
| 177 | Il test che ti salva la vita             | Patrizia Paterlini, Antonella Boralevi, Pierluigi Battista                | 15 aprile 2017    |
| 178 | Affondati dai burocrati                  | Francesco Giavazzi, Valerio Onida, Alfredo Ferrante                       | 17 aprile 2017    |
| 179 | Londra, Parigi e Roma: vento di destra   | Paolo Mieli, Andrea Scanzi, Alessandro Sallusti                           | 18 aprile 2017    |
| 180 | Renzi, voglia di elezioni                | Massimo Cacciari, Matteo Richetti                                         | 19 aprile 2017    |
| 181 | Renzi-Grillo, sfida in Comune            | Alessandra Moretti, Alessandro Gennari, Massimo Franco                    | 20 aprile 2017    |
| 182 | Così l'Isis fa politica                  | Emanuela Diliberto, Pif, Marco Travaglio                                  | 21 aprile 2017    |
| 183 | Serve ancora il sindacato?               | Marco Bentivogli, Giorgio Cremaschi                                       | 22 aprile 2017    |
| 184 | Chi è il Macron italiano?                | Corrado Augias, Lucio Caracciolo, Marc Lazar                              | 24 aprile 2017    |
| 185 | L'Italia non vola più                    | Maurizio Martina, Marco Revelli, Guido Brera                              | 25 aprile 2017    |
| 186 | Di Battista e la ricetta a 5 Stelle      | Alessandro Di Battista, Sarah Varetto                                     | 26 aprile 2017    |
| 187 | Dopo Renzi, Calenda?                     | Carlo Calenda, Paolo Mieli, Beppe Severgnini                              | 27 aprile 2017    |
| 188 | Emiliano, il grillino del PD             | Michele Emiliano, Marco Travaglio, Marcello Sorgi                         | 28 aprile 2017    |
| 189 | ONG complici dei trafficanti?            | Marco Tarquinio, Nicola Molteni, Giampaolo Musumeci                       | 29 aprile 2017    |
| 190 | PD: Renzi dopo Renzi                     | Paolo Mieli, Tommaso Cerno, Andrea Scanzi                                 | 1º maggio 2017    |
| 191 | Pisapia: con Renzi o con Bersani?        | Giuliano Pisapia, Alessandro De Angelis                                   | 2 maggio 2017     |
| 192 | Renzi-Grillo, la lotta dei vaccini       | Marcello Sorgi, Luca Pirondini, Americo Di Benedetto                      | 3 maggio 2017     |
| 193 | Salvini tra pistole e barconi            | Matteo Salvini, Marco Travaglio, Beppe Severgnini                         | 4 maggio 2017     |
| 194 | La notte della sinistra                  | Cinzia Sasso, Vittorio Sgarbi, Antonio Padellaro                          | 5 maggio 2017     |
| 195 | La donna che veglia sull'America         | Sonia Sotomayor, Katherine Wilson, Marco Ferrante                         | 6 maggio 2017     |
| 196 | L'Italia e la lezione francese           | Corrado Augias, Lucio Caracciolo, Marc Lazar                              | 8 maggio 2017     |
| 197 | Boschi, nuova bufera                     | Giorgia Meloni, Paolo Mieli, Antonio Padellaro                            | 9 maggio 2017     |
| 198 | Chi difende la Boschi?                   | Dario Nardella, Danilo Toninelli                                          | 10 maggio 2017    |
| 199 | Caso Boschi, parla De Bortoli            | Ferruccio De Bortoli, Massimo Cacciari                                    | 11 maggio 2017    |
| 200 | PD primo malgrado il caso Boschi         | Claudia Fusani, Marco Travaglio, Alessandro Sallusti                      | 12 maggio 2017    |
| 201 | Chi "sputtana" la cultura                | Andrea Romano, Sergio Rizzo, Tomaso Montanari                             | 13 maggio 2017    |
| 202 | Gli scissionisti contro la Boschi        | Miguel Gotor, Paolo Mieli, Andrea Scanzi                                  | 15 maggio 2017    |
| 203 | Renzi, pronto papà?                      | Gianrico Carofiglio, Antonio Padellaro, Beppe Severgnini                  | 16 maggio 2017    |
| 204 | Renzi, Berlusconi e la gogna mediatica   | Renato Brunetta, Marco Travaglio                                          | 17 maggio 2017    |
| 205 | È ancora tempo di Prodi?                 | Romano Prodi, Marco Damilano                                              | 18 maggio 2017    |
| 206 | Renzi e l'eredità di Veltroni            | Walter Veltroni, Giovanni Floris                                          | 19 maggio 2017    |
| 207 | Divorzi all'italiana                     | Luca Barbareschi, Chiara Saraceno, Antonella Boralevi, Alessandra Appiano | 20 maggio 2017    |
| 208 | Giustizia, Renzi come Berlusconi?        | Andrea Orlando, Eugenio Albamonte, Antonio Padellaro                      | 22 maggio 2017    |
| 209 | La strage degli innocenti                | Pier Ferdinando Casini, Marco Travaglio, Beppe Severgnini                 | 23 maggio 2017    |
| 210 | Un americano a Roma                      | Mariana Mazzucato, Diego Piacentini, Beppe Severgnini                     | 24 maggio 2017    |
| 211 | Il terrorista fatto in casa              | Pierfrancesco Majorino, Vittorio Sgarbi, Vittorio Feltri                  | 25 maggio 2017    |
| 212 | D'Alema contro Renzusconi                | Jasmine Trinca, Andrea Scanzi, Claudia Fusani                             | 26 maggio 2017    |
| 213 | Il partito degli animali                 | Michela Vittoria Brambilla, Antonio Pennacchi, Marianna Aprile            | 27 maggio 2017    |
| 214 | Elezioni in autunno?                     | Debora Serracchiani, Antonio Padellaro, Paolo Mieli                       | 29 maggio 2017    |
| 215 | Elezioni, rischio palude                 | Marco Travaglio, Alessandro Sallusti, Roberto D'Alimonte                  | 30 maggio 2017    |
| 216 | 5 Stelle tra Salvini e Bersani           | Alfonso Bonafede, Beppe Severgnini, Andrea Scanzi                         | 31 maggio 2017    |
| 217 | Il compagno Berlusconi                   | Oscar Farinetti, Enrico Rossi, Claudio Cerasa                             | 1º giugno 2017    |
| 218 | 2 giugno, cosa c'è da festeggiare?       | Anna Falcone, Tommaso Cerno, Vittorio Sgarbi                              | 2 giugno 2017     |
| 219 | Vita di uno stoico                       | Massimo Pigliucci, Silvia Avallone, Pietrangelo Buttafuoco                | 3 giugno 2017     |
| 220 | Renzi-Grillo-Berlusconi, avanti tutta    | Paolo Mieli, Marco Damilano, Alessandro Sallusti                          | 5 giugno 2017     |
| 221 | Elezioni, lo stop di Napolitano          | Matteo Richetti, Antonio Padellaro                                        | 6 giugno 2017     |
| 222 | Legge elettorale, Grillo rompe?          | Francesco Rutelli, Evelina Christillin, Marco Travaglio                   | 7 giugno 2017     |
| 223 | La legge elettorale è morta?             | Matteo Salvini, Danilo Toninelli                                          | 8 giugno 2017     |
| 224 | Da Londra a Roma, chi di voto ferisce... | Mario Monti, Tommaso Cerno                                                | 9 giugno 2017     |
| 225 | Clima, Trump sfida il mondo              | Paola Tommasi, Stefano Massini, Federico Rampini                          | 10 giugno 2017    |
| 226 | Delusione 5 Stelle                       | Massimo Cacciari, Massimo Franco, Andrea Scanzi                           | 12 giugno 2017    |
| 227 | Renzi-Grillo, nemici come prima          | Sandro Gozi, Alfonso Bonafede                                             | 13 giugno 2017    |
| 228 | Renzi tra Berlusconi e Pisapia           | Matteo Renzi, Vittorio Zucconi                                            | 14 giugno 2017    |
| 229 | Ius soli, rissa in Senato                | Laura Ravetto, Alessandra Moretti, Marco Travaglio, Matteo Salvini        | 15 giugno 2017    |
| 230 | Sciopero, diritto o abuso?               | Susanna Camusso, Tommaso Cerno, Stefano Zurlo                             | 16 giugno 2017    |
| 231 | Chi fa i soldi con i rifiuti             | Doriana Fuksas, Marica Di Pierri, Stefano Fattor                          | 17 giugno 2017    |
| 232 | Dov'è il centro-destra moderato?         | Antonio Tajani, Antonio Padellaro, Vittorio Zucconi                       | 19 giugno 2017    |
| 233 | Raggi a processo, Salvini all'incasso?   | Matteo Salvini, Massimo Giannini, Udo Gümpel                              | 20 giugno 2017    |
| 234 | Raggi: non mi dimetto                    | Paolo Mieli, Marco Damilano, Marco Travaglio                              | 21 giugno 2017    |
| 235 | Ballottaggi, per chi vota Grillo?        | Barbara Lezzi, Stefano Bonaccini                                          | 22 giugno 2017    |
| 236 | Berlusconi, attacco ai 5 Stelle          | Antonio Padellaro, Beppe Severgnini, Federico Rampini                     | 23 giugno 2017    |
| 237 | L'Italia dei tradimenti                  | Alba Parietti, Edoardo Albinati, Roberto D'Agostino                       | 24 giugno 2017    |
| 238 | Italia svolta a destra                   | Giovanni Toti, Andrea Scanzi, Diego Bianchi                               | 26 giugno 2017    |
| 239 | Indagati Woodcock e la Sciarelli         | Marco Travaglio, Vittorio Zucconi, Nicola Porro                           | 27 giugno 2017    |
| 240 | Assedio a Matteo Renzi                   | Massimo Cacciari, Matteo Richetti                                         | 28 giugno 2017    |
| 241 | Migranti, se governassero i 5 Stelle?    | Alessandro Di Battista, Paolo Mieli                                       | 29 giugno 2017    |
| 242 | Sinistra, addio Unità                    | Vittorio Sgarbi, Antonio Padellaro, Massimo Franco                        | 30 giugno 2017    |
| 243 | Dirigere è meglio che comandare          | Speranza Scappucci, Francesco Merlo, Beppe Severgnini                     | 1º luglio 2017    |